# Navalmoral FS
Navalmoral FS es un equipo de fútbol sala español de Navalmoral de la Mata (Cáceres). Fue fundado en 2003. Juega en Segunda División B (fútbol sala), Grupo IV. Su equipo filial juega en la División de Honor Juvenil, Grupo IV.

## Jugadores y cuerpo técnico

### Altas y bajas 2020/21
| Altas                        |                       |  |
| Jugador                      | Procedencia           |  |
| Sergio Delgado Mora          | Soliss FS Talavera    |  |
| Álvaro González Palacios     | CD Navalmoral         |  |
| Valentín Borreguero González | Navalmoral FS Juvenil |  |
| Víctor Requero Gil           | Navalmoral FS Juvenil |  |
| Pedro Melchor García         | Navalmoral FS Juvenil |  |

| Bajas                   |                        |  |
| Jugador                 | Destino                |  |
| Carlos Castro Miranda   | Buhersa Talayuela FS   |  |
| Javier Pérez Rivera     | Agriplus Acireale C5   |  |
| Jaime Pérez Jiménez     | CD Colegio San José FS |  |
| Daniel Cañadas Torralbo | Buhersa Talayuela FS   |  |

## Junta Directiva 2020/2021
| Organigrama               |                |  |
| Directivo                 | Cargo          |  |
| Fermín Torrecillas Alonso | Presidente     |  |
| Remedios Marcos Blázquez  | Vicepresidente |  |

## Instalaciones
El Navalmoral FS juega sus partidos como local en el Pabellón Municipal de Navalmoral de la Mata, una instalación polideportiva con 1.100 asientos situados en un graderío en forma de U. Cuenta con las medidas reglamentarias 40 x 20 metros, suelo parqué, porterías oficiales, 4 vestuarios, 1 vestuario independiente para árbitros, salida independiente de vestuarios y 1 cuarto encargado de mantenimiento.
La propiedad del recinto pertenece al Ayuntamiento de Navalmoral de la Mata. Además de una cancha central, la instalación cuenta con sala de judo y otra sala de tiro con arco, así como servicio de bar en el fondo bajo la grada.